# Rezerwat przyrody Kołacznia

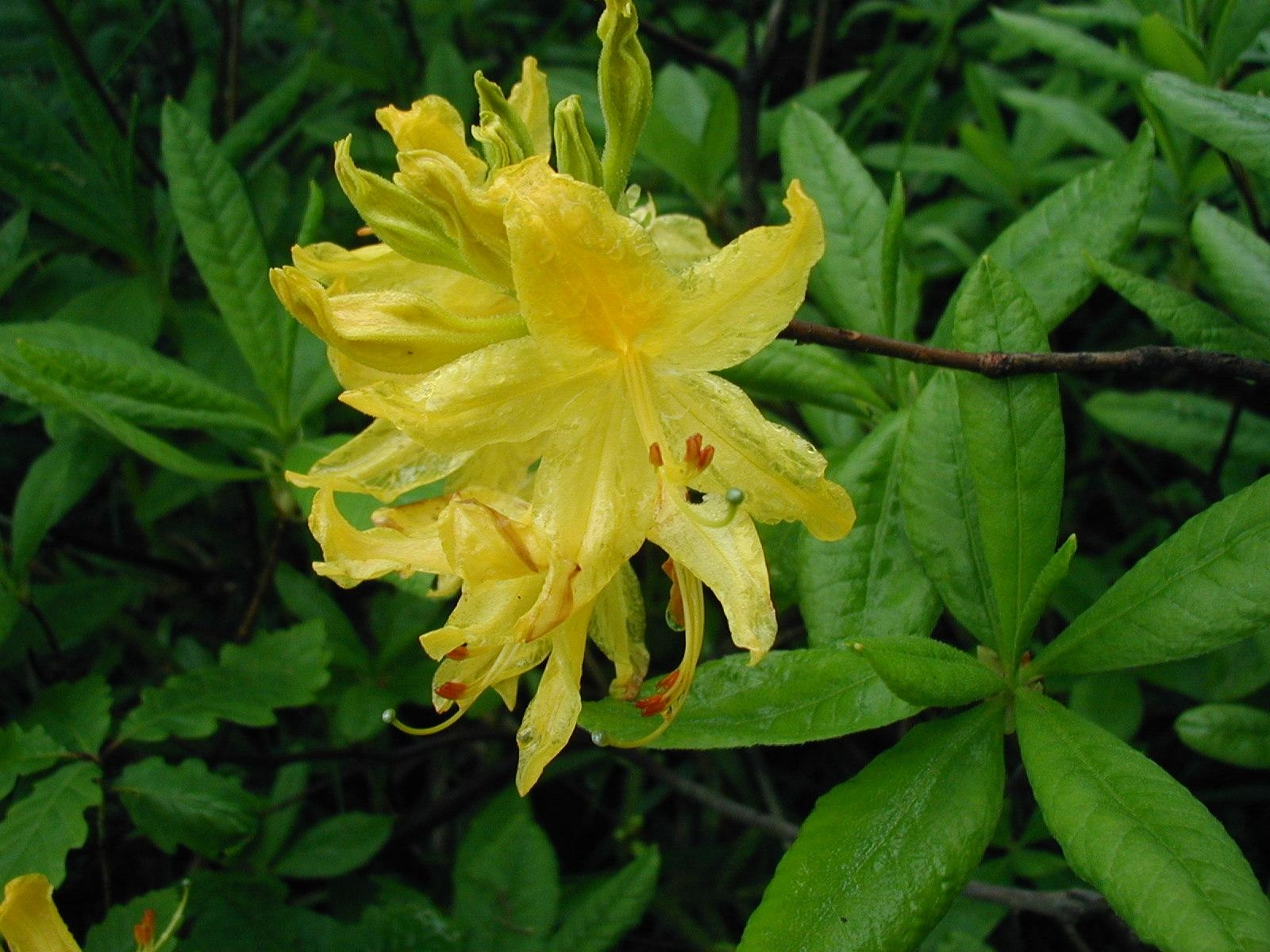
Różanecznik żółty

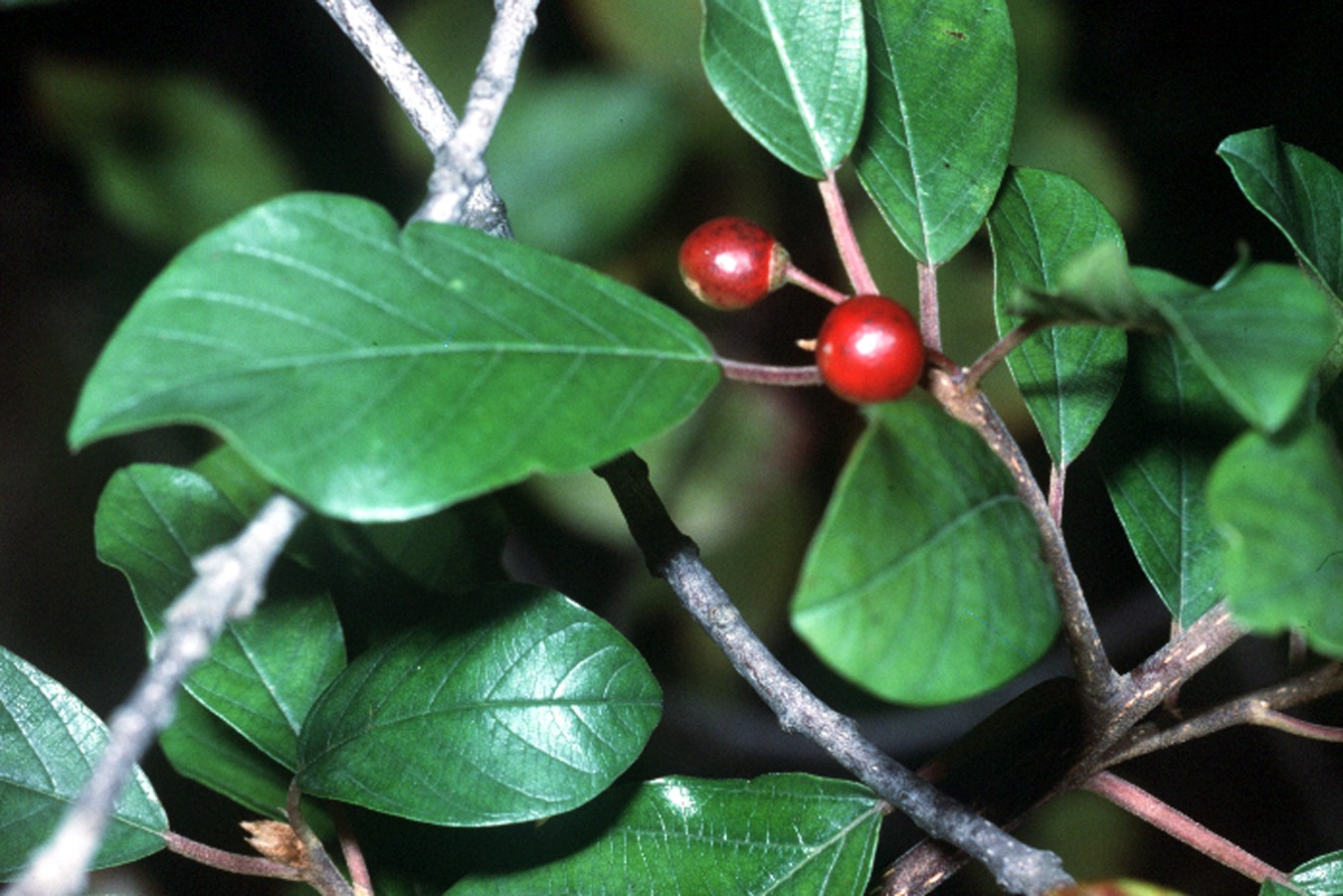
Kruszyna pospolita

Kołacznia – rezerwat przyrody znajdujący się na terenie gminy Nowa Sarzyna, w powiecie leżajskim, w województwie podkarpackim. Leży w zasięgu terytorialnym Nadleśnictwa Leżajsk, ale na gruntach stanowiących własność gminy Nowa Sarzyna.
- numer według rejestru wojewódzkiego – 8
- powierzchnia według aktu powołującego – 0,10 ha[1][2]
- dokument powołujący – M.P. 1957.18.142
- rodzaj rezerwatu – florystyczny[1][2]
- przedmiot ochrony (według aktu powołującego) – jedyne w Polsce naturalne stanowisko różanecznika żółtego (Rhododendron luteum)[1][2].

## Opis rezerwatu
Rezerwat „Kołacznia” jest najmniejszym pod względem powierzchni rezerwatem w Polsce. W identycznych granicach w 2009 roku powołano obszar siedliskowy sieci Natura 2000 „Kołacznia” PLH180006.
Stanowisko wyjątkowego w skali Polski krzewu różanecznika żółtego (inaczej azalii pontyjskiej) znajduje się na terenie wsi Wola Zarczycka i jej przysiółka Kołacznia. Stanowisko to zostało odkryte przez miejscowego nauczyciela w 1909 r., a opisał je prof. Marian Raciborski. Jest to najdalej na zachód wysunięte w Europie stanowisko tego krzewu. Jest to prawdopodobnie relikt z okresu przedlodowcowego, choć według legendy, krzewy te miano posadzić na grobie poległego w walce tatarskiego chana. Krzewy różanecznika okrywają się żółtymi kwiatami w maju, a cały okres kwitnienia trwa do 3 tygodni. Intensywny zapach kwiatów wyczuwalny jest nawet z kilkudziesięciu metrów. W 2011 roku w odległości kilkuset metrów, w tym samym kompleksie leśnym, odkryto nowe stanowisko tej rośliny. Inne stanowiska tego krzewu są oddalone o ponad 300 km na wschód na Polesiu i Wołyniu.
Zbiorowisko zaroślowe z różanecznikiem żółtym porasta niewielką śródleśną wydmę, a oprócz niego występuje tu zbiorowisko porębowe z klasy Epilobietea angustifolii oraz fragment łęgu jesionowo-olszowego.

## Flora
Na terenie rezerwatu stwierdzono występowanie 51 gatunków roślin naczyniowych.
- różanecznik żółty
- rosiczka okrągłolistna
- storczyk samczy
- kruszyna pospolita

## Fauna

### Owady
- fruczak gołąbek
- trzmiel ziemny

### Ptaki
- bocian biały
- krogulec
- dzięcioł czarny
- dzięcioł duży
- kwiczoł
- sójka
- rudzik
- drozd śpiewak
- zięba

### Ssaki
- sarna
- dzik
- lis
- kuna
- borsuk
- jeleń europejski